# George Horvath
Pour les articles homonymes, voir Horváth.
George Horvath, né le 14 mars 1960 à Danderyd et mort le 3 mai 2022 à Växjö, est un pentathlonien suédois. Il participe aux Jeux olympiques d'été de 1980 où il remporte la médaille de bronze dans l'épreuve par équipe.

## Palmarès

### Jeux olympiques
- Jeux olympiques de 1980 à Moscou,  Union soviétique
  -  Médaille de bronze dans l'épreuve par équipe[2].